# غازانيا صلبة
غازانيا صلبة (الاسم العلمي:Gazania rigida) هي نوع نباتي يتبع جنس الغازانيا من الفصيلة النجمية.